# Ulrike Mietzner
Ulrike Mietzner (* 1955) ist eine deutsche Erziehungswissenschaftlerin.

## Leben
Nach dem Lehramtsstudium mit den Fächern Englisch und Bildende Kunst war sie wissenschaftliche Mitarbeiterin an der Hochschule der Künste (heute Universität der Künste), Humboldt-Universität zu Berlin und Universität Potsdam. Nach der Habilitation 2002 an der Humboldt-Universität zu Berlin war sie seit 2011 Professorin für Allgemeine Erziehungswissenschaft mit dem Schwerpunkt Historische Bildungsforschung an der TU Dortmund.
Ihre Forschungsschwerpunkte sind Erinnerungskultur/en, Geschichtsbewusstsein und Vermittlung als Herausforderungen in der Postmoderne, Genderforschung und visuelle Kultur.

## Schriften (Auswahl)
- Enteignung der Subjekte – Lehrer und Schule in der DDR. Eine Schule in Mecklenburg von 1945 bis zum Mauerbau. Opladen 1998, ISBN 3-8100-1463-X.
- mit Ulrike Pilarczyk: Das reflektierte Bild. Die seriell-ikonografische Fotoanalyse in den Erziehungs- und Sozialwissenschaften. Bad Heilbrunn 2005, ISBN 3-7815-1409-9.